# Vaccinium sclerophyllum
Vaccinium sclerophyllum är en ljungväxtart som beskrevs av Herman Otto Sleumer. Vaccinium sclerophyllum ingår i Blåbärssläktet, och familjen ljungväxter. Inga underarter finns listade i Catalogue of Life.